# Тарагандж
Тарагандж (бенг. তারাগঞ্জ, англ. Taraganj) — город на севере Бангладеш, административный центр одноимённого подокруга. Площадь города равна 11,46 км². По данным переписи 2001 года, в городе проживало 11 599 человек, из которых мужчины составляли 52,67 %, женщины — соответственно 47,33 %. Плотность населения равнялась 1000 чел. на 1 км². Уровень грамотности населения составлял 29,8 % (при среднем по Бангладеш показателе 43,1 %). 